# 庫茲涅茨克橋站
庫茲涅茨克橋站（羅馬化：Kuznetsky Most）是莫斯科地鐵塔甘卡－紅普列斯尼亞線的一個車站，設計者是Nina Alyoshina和N. Samoylova，開通於1975年。該站是塔甘卡－紅普列斯尼亞線和索科利尼基線的換乘站。